# Guorriguer
Guorriguer è un comune dell'Algeria, situato nella provincia di Tébessa.
Nell'aprile 2008 la popolazione censita era di 5415 abitanti.
Si trova nel nord-est del Paese, sulle montagne dell'Atlante e vicino al confine con la Tunisia.